# Amir Reza Khadem
Amir Reza Khadem Azghadi (persisch امیررضا خادم Amir-Reza Chadem, * 10. Februar 1970 in Maschhad) ist ein ehemaliger iranischer Freistilringer und derzeitiger Politiker. Er war Teilnehmer an den Olympischen Sommerspielen 1988 in Seoul, 1992 in Barcelona, 1996 in Atlanta und 2000 in Sydney.

## Werdegang
Amir Reza Khadem Azghadi ist der Sohn des Federgewicht-Vize-Weltmeisters im Freistilringen von 1962 Mohammad Khadem Khorasani und der Bruder von Rasoul Khadem Azghani. Er begann als Jugendlicher ebenfalls mit dem Ringen und wurde von seinem Vater trainiert. Er rang ebenfalls im freien Stil. Bereits im Alter von 18 Jahren gelang es ihm, sich für die iranische Mannschaft bei den Olympischen Spielen 1988 in Seoul zu qualifizieren. Er startete dort im Leichtgewicht und siegte in seinem ersten Kampf über den Ägypter El Khodary, dann verlor er gegen Jukka Rauhala, Finnland, siegte über den Syrer Wattar und verlor gegen den späteren Olympiasieger Arsen Fadsajew, Sowjetunion. Er belegte damit den 11. Platz.
1989 startete er bei der Junioren-Weltmeisterschaft (Altersgruppe Espoirs) in Ulan-Bator im Weltergewicht und verlor dort im Finale gegen Alexander Leipold aus der Bundesrepublik Deutschland. Das war sein einziger Start bei einer internationalen Meisterschaft im Nachwuchsbereich. 1990 gewann er bei der Weltmeisterschaft in Tokio mit dem 3. Platz im Weltergewicht hinter Rahmat Sukra, Bulgarien und Nasir Gadschichanow, Russland, bereits seine erste Medaille bei den Senioren.
1991 wurde er in New Delhi asiatischer Vizemeister im Weltergewicht hinter dem Mongolen Lodoin Enchbajar, feierte aber wenige Monate später bei der Weltmeisterschaft in Warna seinen größten Erfolg in seiner Laufbahn, denn er wurde dort im Weltergewicht mit Siegen über Krzysztof Walencik, Polen, Ioannis Athanassiadis, Griechenland, Kurtsis, Lettland, Tomihiro Tsunozaki, Japan, Alexander Leipold (6:2 Punkte), Lodoin Enchbajar, Mongolei und im Finale über den eigentlich favorisierten US-Amerikaner Kenneth Monday, den er mit 3:1 Punkten schlug.
Im April 1992 wurde Amir Reza Khadem Azghadi in Teheran erstmals Asienmeister. Er verwies dabei Yoshihiko Hara, Japan und Lodoin Enchbajar auf die Plätze. Mit großen Hoffnungen fuhr er zu den Olympischen Spielen dieses Jahres in Barcelona. Er konnte diese Erwartungen auch durchaus erfüllen, wenngleich er nicht Olympiasieger wurde, sondern sich mit einer Bronzemedaille begnügen musste. Nach Siegen über Barend Petrus Labuschagne, Südafrika, Ioakim Vassiliadis, Griechenland und Gary Holmes, Kanada, war dafür eine Niederlage im Poolfinale gegen den Südkoreaner Park Jang-soon mit 1:2 Punkten ausschlaggebend. Den Kampf um eine Bronzemedaille gewann er gegen Magomed Salam Gadschijew aus der Gemeinschaft Unabhängiger Staaten (ehemals Sowjetunion).
Nach diesen Olympischen Spielen wechselte Amir Reza Khadem Azghadi vom Welter- in das Mittelgewicht. In dieser Gewichtsklasse wurde er dann im April 1993 in Ulan-Bator gleich wieder Asienmeister vor Bajanmönchiin Gantogtoch, Mongolei und Yang Hyung-mo aus Südkorea. Bei der Weltmeisterschaft dieses Jahres war er nicht am start. 1994 siegte er beim Welt-Cup in Edmonton vor Rasul Katinowasow, Russland und Kevin A. Jackson, Vereinigte Staaten. Bei der Weltmeisterschaft 1994 in Istanbul kam er aber nicht zurecht und belegte dort nur den 11. Platz. Dafür siegte er im Oktober 1994 in Hiroshima bei den Asien-Spielen vor Ex-Weltmeister Elmadi Dschabrailow, Kasachstan und Hidekaru Yokoyama aus Japan. Bei der Weltmeisterschaft 1995 in Atlanta gelang es ihm wieder nicht eine Medaille zu erringen. Er kam dort auf den 7. Platz.
Bei den Olympischen Spielen 1996 in Atlanta war er aber wieder in hervorragender Form und gewann dort seine zweite Bronzemedaille. Er bestritt dabei folgende Kämpfe: Siege über Avtandil Gogolischwili, Georgien und Ruslan Kinchagow, Usbekistan, Niederlage gegen Chadschimurad Magomedow, Russland (0:4 Punkte) und Siege über Magomed Ibragimow, Aserbaidschan und Sebahattin Öztürk, Türkei.
Danach beendete er vorerst seine Ringerlaufbahn und wurde technischer Direktor der Freistilmannschaft im iranischen Ringerverband. Im Jahre 2000 unternahm er jedoch ein Comeback. Er qualifizierte sich dabei im März 2000 in Alexandria mit einem Turniersieg für die Teilnahme bei den Olympischen Spielen in Sydney. In Sydney nahm er dann schon zum vierten Mal bei Olympischen Spielen teil. Er siegte dort im Mittelgewicht über Nicolae Ghiță, Rumänien, Vincent Aka-Akesse, Frankreich und Gabor Kapuvari, Ungarn, verlor aber dann gegen Yoel Romero, Kuba und Magomed Ibragimow, Mazedonien, womit er auf den 4. Platz kam und eine Medaille knapp verfehlte.
Während seines Verantwortungsbereichs als technischer Direktor des iranischen Ringerverbandes wurde der Iran bei den Ringer-Weltmeisterschaften 1997 (Freistil) in Krasnojarskin der Nationenwertung Zweiter des Turniers (2× Gold, 1× Bronze). Ein Jahr später gewann sein Team diese Nationenwertung bei den Ringer-Weltmeisterschaften 1998 (Freistil) in Teheran (3× Gold, 2× Silber, 1× Bronze).
Zurzeit ist er Abgeordneter im iranischen Parlament als Repräsentant aus Teheran.

## Internationale Erfolge
| Jahr | Platz  | Wettbewerb                            | Gewichtsklasse | Ergebnisse |
| 1988 | 11.    | OS in Seoul                           | Leicht         | nach einem Sieg über El-Khodary, Ägypten, einer Niederlage gegen Jukka Rauhala, Finnland, einem Sieg über Wattar, Syrien und einer Niederlage gegen Arsen Fadsajew, Sowjetunion                                   |
| 1969 | 2.     | Junioren-WM (Espoirs) in Ulan-Bator   | Welter         | hinter Alexander Leipold, Deutschland, vor Nikolai Kasabow, Sowjetunion und André Backhaus, DDR |
| 1990 | 3.     | WM in Tokio                           | Welter         | hinter Rahmat Sukra, Bulgarien und Nasir Gadschichanow, Sowjetunion, vor Claudiu Tomaduianu, Rumänien und Rob Koll, USA                                                                                           |
| 1991 | 2.     | Asienmeisterschaft in New Delhi       | Welter         | hinter Lodoin Enchbajar, Mongolei, vor Tomohiro Tsunozaki, Japan |
| 1991 | 1.     | WM in Warna                           | Welter         | vor Kenneth Monday, USA, Nasir Gadschichanow und Alexander Leipold |
| 1992 | 1.     | Asienmeisterschaft in Teheran         | Welter         | vor Yoshihiko Hara, Japan und Lodoin Enchbajar |
| 1992 | Bronze | OS in Barcelona                       | Welter         | nach Siegen über Barend Petrus Labuschagne, Südafrika, Ioakim Vassilidis, Griechenland und Gary Holmes, Kanada, einer Niederlage gegen Park Jang-soon, Südkorea und einem Sieg über Magomed Salam Gadschijew, GUS |
| 1993 | 1.     | Asienmeisterschaft in Ulan-Bator      | Mittel         | vor Bajanmönchiin Gantogtoch, Mongolei und Yang Hyung-mo, Südkorea |
| 1994 | 1.     | Welt-Cup in Edmonton                  | Mittel         | vor Rasul Katinowasow, Russland und Kevin Jackson, USA |
| 1994 | 11.    | WM in Istanbul                        | Mittel         | Sieger: Luchan Dschabrailow, Moldawien vor Sebahattin Öztürk, Türkei und Hans Gsöttner, Deutschland |
| 1994 | 1.     | Asien-Spiele in Hiroshima             | Mittel         | vor Elmadi Dschabrailow, Kasachstan und Hidekazu Yokoyama, Japan |
| 1995 | 7.     | WM in Atlanta                         | Mittel         | Sieger: Kevin Jackson vor Elmadi Dschabrailow und Ruslan Kinchagow, Usbekistan |
| 1996 | Bronze | OS in Atlanta                         | Mittel         | nach Siegen über Avtandil Gogolischwili, Georgien und Ruslan Kinchagow, einer Niederlage gegen Chadschimurad Magomedow, Russland und Siegen über Magomed Ibragimow, Aserbaidschan und Sebahattin Öztürk           |
| 2000 | 1.     | Olympia-Qualif.-Turnier in Alexandria | Mittel         | vor Eldar Assanow, Ukraine und Beibulat Musajew, Weißrussland |
| 2000 | 4.     | Asienmeisterschaft in Guilin/China    | Mittel         | hinter Rasul Katinowasow, Usbekistan, Beibulat Omurakunow, Kirgisistan und Takenori Yokoyama, Japan |
| 2000 | 4.     | OS in Sydney                          | Mittel         | nach Siegen über Nicolae Ghiță, Rumänien, Vincent Aka-Akesse, Frankreich und Gabor Kapuvari, Ungarn und Niederlagen gegen Yoel Romero, Kuba und Magomed Ibragimow, Mazedonien                                     |

## Erläuterungen
- alle Wettkämpfe im freien Stil
- OS = Olympische Spiele, WM = Weltmeisterschaft
- Leichtgewicht, bis 68 kg, Weltergewicht, bis 74 kg, Mittelgewicht, bis 1996 bis 82 kg, von 1997 bis 2001 bis 85 kg Körpergewicht